# Emmanuelle Cosse
Pour les articles homonymes, voir Cosse.
Emmanuelle Cosse, née le 15 novembre 1974 dans le 14e arrondissement de Paris, est une militante associative, journaliste et femme politique française.
Elle est secrétaire nationale d'Europe Écologie Les Verts (EELV) du 30 novembre 2013 au 11 février 2016, date à laquelle elle est nommée ministre du Logement. Elle n'est plus membre d'EELV après cette nomination, devient peu après membre du Parti écologiste (PE) et s'en éloigne dès 2017 après que François de Rugy a rejoint Emmanuel Macron.

## Biographie

### Famille et formation
Emmanuelle Cosse grandit dans le 12e arrondissement de Paris, elle est issue d'une famille engagée à gauche et ses parents sont kinésithérapeutes. Elle suit une terminale B au lycée Maurice-Ravel et commence à militer à la Fédération indépendante et démocratique lycéenne (FIDL) en 1990.
Titulaire d'un diplôme d'études approfondies de droit public économique en 1997, elle enseigne quelques années à la faculté de droit de Paris XII-Val-de-Marne.
Le 20 juin 2015, elle épouse Denis Baupin, ancien député de Paris et ancien vice-président de l'Assemblée nationale, avec qui elle a eu des jumeaux nés en 2013. Elle soutient son mari face aux accusations de harcèlement sexuel portées contre celui-ci en 2016 par huit femmes dont Sandrine Rousseau, dans une enquête publiée conjointement par Mediapart et Libération.

### Carrière de journaliste
Elle commence une carrière journalistique en collaborant en 2002 au magazine Têtu, pour lequel elle suit la campagne présidentielle de la même année. Elle tient en 2004 une chronique dans le mensuel de la gauche radicale Regards dont elle devient plus tard la rédactrice en chef,.

### Carrière politique

#### Activité militante
En 1992, elle rejoint Act Up-Paris où elle occupe les fonctions de trésorière, vice-présidente, puis succède à Philippe Mangeot à la présidence de 1999 à 2001. À 25 ans, elle est la première femme, la première personne hétérosexuelle et la première personne séronégative à diriger l'association de lutte contre le sida.
Elle rejoint Europe Écologie en 2009. Elle figure sur la liste Europe Écologie lors des régionales de 2010 en Île-de-France. Avec l'appui de Cécile Duflot, elle est élue et devient la 8e vice-présidente du conseil régional d'Île-de-France, chargée du logement, de l'habitat, du renouvellement urbain et de l'action foncière à partir du 26 mars 2010.

#### Secrétaire nationale d'Europe Écologie Les Verts
Le 30 novembre 2013, Emmanuelle Cosse est élue secrétaire nationale d'Europe Écologie Les Verts avec 55 % des voix lors du congrès du parti à Caen,. Le 1er mars 2015 , elle annonce sa candidature aux régionales en Île-de-France pour les élections régionales de décembre 2015. Sa liste obtient 8,03 % des voix à l'issue du premier tour, et fusionne avec celles de Claude Bartolone (PS) et Pierre Laurent (FG) au second : ils sont cependant battus par la liste Les Républicains-UDI-MoDem de Valérie Pécresse. Elle est par la suite élue présidente du groupe EELV au conseil régional d'Île-de-France ; elle quitte cette fonction en février 2016 après sa nomination ministérielle.

#### Ministre du Logement et de l'Habitat durable
Le 11 février 2016, elle est nommée ministre du Logement, en remplacement de Sylvia Pinel, dans le gouvernement Valls II. À la suite de cette nomination, désapprouvée par EELV, elle démissionne de son poste de secrétaire nationale d'EELV et est remplacée de façon intérimaire par David Cormand.
Bien qu'Emmanuelle Cosse n'ait souhaité que se « mettre en retrait » du parti (elle précise dans un mail aux adhérents EELV le jour de son entrée au gouvernement qu'elle ne choisit pas « entre le parti et le ministère »), EELV prend acte de sa démission dès son entrée au gouvernement puis la retire de la liste des adhérents le 21 février 2016. Elle annonce le 10 juillet 2016, qu'elle rejoint le Parti écologiste — dont elle intègre le comité d'orientation politique — et soutient son président, François de Rugy, pour la primaire de la « Belle Alliance populaire ».
En 2016, elle est l'un des auteurs du projet de loi « Egalité et Citoyenneté », portant notamment sur la mixité sociale et les discriminations sociales. Le projet de loi est adopté en lecture définitive le 22 décembre 2016, et publié au Journal officiel sous la référence « loi n° 2017-86 du 27 janvier 2017 relative à l'égalité et à la citoyenneté ».

#### Élections législatives de 2017
Pendant la primaire citoyenne de 2017, elle soutient François de Rugy. Désapprouvant son choix de rejoindre Emmanuel Macron en vue de l'élection présidentielle de 2017, elle soutient finalement Benoît Hamon.
En avril 2017, elle annonce qu'elle se présente aux élections législatives de 2017 dans la 3e circonscription de Seine-Saint-Denis. Elle est éliminée dès le premier tour se classant en cinquième position avec 9,47 % des voix,.

#### Élections régionales de 2021
Pour les élections régionales de 2021, Emmanuelle Cosse soutient en Île-de-France la liste menée par Audrey Pulvar avec le collectif Les écolos solidaires, le Parti écologiste, quant à lui, soutenant la liste Majorité présidentielle menée par Laurent Saint-Martin.

### Après la politique
Après sa sortie du gouvernement, Emmanuelle Cosse déclare envisager de travailler dans le privé mais confie fin août 2017 ses difficultés à trouver un emploi. Elle crée en novembre 2017 une société de conseil du nom de MTEV Consulting. Elle reste toutefois conseillère régionale d'Île-de-France.
En février 2019, Emmanuelle Cosse devient Présidente de l’ESH Coallia. Le 4 novembre 2020, elle est élue présidente de l'Union sociale pour l'habitat.

## Prises de position

### Immigration
En août 2015, dans le contexte de la Crise migratoire en Europe, Emmanuelle Cosse déclare : « Aujourd'hui, combien le Liban accueille-t-il de réfugiés ? Plus d'un quart de sa population » et « Je crois qu'en France on a les moyens de ne pas se poser cette question-là. Nous sommes un pays extrêmement riche qui a des capacités d'accueil extrêmement fortes ». En septembre 2015, elle affirme que l'« on peut accueillir des réfugiés sans limite en France comme dans toute l'Europe ».

### Cumul des mandats
Suivant la ligne du parti EELV dont elle fait alors partie, Emmanuelle Cosse déclare être « opposée au cumul des mandats, dans le temps et en nombre ».
Sa nomination au gouvernement en février 2016 est alors relatée comme perçue par certains membres de EELV comme une « trahison ». Le parti diffuse un communiqué de presse où cette décision est désapprouvée, puisque « la politique gouvernementale est malheureusement incompatible avec des orientations écologistes ». Interrogée par le Petit Journal au sujet d'avoir conservé son mandat existant de conseillère régionale, Emmanuelle Cosse avance l'argument selon lequel la fonction de ministre est une fonction exécutive et non un mandat électif, et que le cumul des mandats n'est donc juridiquement pas caractérisé.

## Décoration
- Chevalière de la Légion d'honneur (13 juillet 2019). Décorée au titre de « conseillère régionale d'Île-de-France, ancienne ministre ; 21 ans de services »[37].

## Publication
- Sandrine Rousseau (préf. Claire Serre-Combe, avant-propos d'Emmanuelle Cosse, Clémentine Autain, Cécile Duflot, Marie-Pierre de La Gontrie et Laurence Rossignol), Manuel de survie à destination des femmes en politique, Paris, Les Petits matins, 2015, 107 p. (ISBN 978-2-36383-161-3, BNF 44288808).